# Abd-ar-Rassul (nom)
Abd-ar-Rassul és un nom masculí teòfor àrab islàmic (àrab: عبد الرسول, ʿAbd ar-Rasūl) que literalment significa ‘Servidor del Missatger’ o ‘Servidor de l'Enviat’, essent «el Missatger» o «l'Enviat» una referència al profeta Muhàmmad. Si bé Abd-ar-Rassul és la transcripció normativa en català del nom en àrab clàssic, també se'l pot trobar transcrit d'altres formes, normalment per influència de la pronunciació dialectal o seguint altres criteris de transliteració. Com a teòfor, també el duen musulmans no arabòfons que l'han adaptat a les característiques fòniques i gràfiques de la seva llengua.